# Jack Williamson
John Stewart Williamson, ameriški pisatelj, *  29. april 1908, Bisbee, Arizona, ZDA, † 10. november 2006, Portales, Nova Mehika, ZDA.
Pisal je pod imenom Jack Williamson, včasih tudi pod psevdonimom Will Stewart, in ustvarjal na področju znanstvene fantastike. Williamsona so označili kot »dekana znanstvene fantastike«.

## Življenje in delo
Mladost je preživel v vzhodnem Teksasu. V iskanju boljših možnosti se je njegova družina leta 1915 s konji vpreženim tovornim vozom preselila v podeželsko Novo Mehiko. Poljedelstvo je bilo tam težko, tako da se je družine vrnila k živinoreji, dejavnosti, ki jo opravlja še danes.
V knjižnici je veliko bral. Kot mladenič je odkril revijo Amazing Stories, ko je odpisal oglasu za brezplačno izdajo. Poskušal je pisati svoje zgodbe in prodal svojo prvo zgodbo leta 1920. Zgodba Kovinski človek (The Metal Man) je izšla v drugem letniku Amazing stories decembra 1928. V tem času je nanj močno vplival Merritt. Kasneje se je Williamson navdušil nad deli Breuerja in si začel dopisovati z njim. Breuer, po poklicu zdravnik, ki je v prostem času pisal ZF, je bil zelo nadarjen in je odvrnil Williamsona od sanjskih fantazij k ostrejšim zapletom in močnejšim orisom. Njuno skupno delo je bil roman Rojstvo nove republike (Birth of a New Republic), kjer so kolonije na Lune doživljale nekaj podobnega kot ameriška revolucija v drugio polovici 18. stoletja. To temo so kasneje radi upodabljali drugi pčisci ZF, še posebej pa Heinlein v svojem romanu Luna je stroga gospodarica (The Moon Is a Harsh Mistress).